# Liga de Fútbol de Azul
La Liga de Fútbol de Azul es una de las Ligas Regionales de fútbol ubicada en el interior de la Provincia de Buenos Aires (Argentina) con sede en calle Yrigoyen 832 de la ciudad de Azul. Su jurisdicción comprende los partidos de Azul y Tapalqué.
La Liga está afiliada a la Asociación del Fútbol Argentino a través de su ente rector del fútbol indirectamente afiliado, el Consejo Federal del Fútbol Argentino. Esto permite a los campeones de la Liga competir en el Torneo Regional Federal Amateur, que representa la cuarta categoría del fútbol argentino y abre la vía para el ascenso a categorías que desembocan en la Primera División. Para la edición 2023/24 está clasificado el Club Sportivo Piazza en representación deportiva de la Liga.

## Historia
El fútbol en la ciudad de Azul comenzó a practicarse en la zona entre integrantes de familias inglesas. Ya en 1905 hubo un campeonato en el que intervinieron los equipos A y B de la Liga Patriótica, presidida por Paleari, y el Ciclista y Deportivo Club Azuleño que dirigía Hipólito Pouyssegur.
Por 1910, había en la ciudad un solo equipo de fútbol, llamado Azul Central, el que jugaba en la desaparecida Plaza Marte. Ese equipo estuvo integrado por Boaglio, Agustín Carús, Palavecino, León, los hermanos Frers, Badaraco, Emilio Zone, Pocholo Arce y Julián Bosch. Dos años después, la Plaza Marte debió ser abandonada, y como despedida, se jugó un último partido entre los mismos compañeros. Surgen del recuerdo otros nombres: Felipe Bonafina, Luis Caputi Ferreyra, Angel y Atilio Borzani, los hermanos Zone, Ippólito, Justo Ortiz de Rosas, y César Leo. Uno de los bandos ganó por 4 a 0. Quedó una "pica" que nadie podía disimular, y de inmediato surgió el desafío para la revancha, por una docena de naranjas. La misma tuvo lugar en la cancha de Monsieur Mayet, situada en las inmediaciones de lo que hoy es la Papelera Azul. Como ganaron los que habían perdido en la Plaza Marte, quedó concertado el bueno, es decir, el partido definitorio. Este se jugó en una cancha que estaba ubicada en lo que hoy es la sede de la Sociedad Rural de Azul. Para este tercer partido, los cuadros ya tenían nombres: el de Mitre y Maipú se denominaba Estrella del Sur, y el otro se llamaba Dubling, nombre que le fue puesto por Jorge Gómez. Ambas facciones fueron precursoras de lo que luego fueron los clubes Alumni Azuleño y Azul Athletic Club respectivamente.
Un tiempo más tarde, en 1933, un grupo de amigos se reúne para darle forma al club Cemento Armado, el eventual primer campeón de la futura Liga de Fútbol. Por entonces existía la Liga Independiente de Azul, fundada en 1925, que concentraba gran cantidad de público en cada una de sus fechas. Esto motivó a algunos dirigentes a trabajar para lograr la fusión de ambas entidades, lo cual recién se logró 10 de abril de 1939, con la creación de la Liga de Fútbol de Azul.

## Clubes registrados

### Clubes activos de fútbol masculino en 2023
Todos los clubes debajo mencionados presentaron divisiones femeninas y masculinas en el Torneo Apertura 2024:
| Equipo                                        | Ciudad   | Fundación                |
| --------------------------------------------- | -------- | ------------------------ |
| Azul Athletic Club                            | Azul     | 27 de marzo de 1913      |
| Cemento Armado Foot Ball Club                 | Azul     | 28 de abril de 1933      |
| Chacarita Juniors Fútbol Club                 | Azul     | 2 de noviembre de 1936   |
| Club Alumni Azuleño                           | Azul     | 12 de marzo de 1913      |
| Club Atlético Boca Juniors                    | Azul     | 16 de abril de 1942      |
| Club Atlético River Plate Azuleño             | Azul     | 15 de septiembre de 1938 |
| Club Atlético Tapalqué                        | Tapalqué | 15 de abril de 1939      |
| Club Atlético Vélez Sarsfield                 | Azul     | 22 de enero de 1939      |
| Club Social y Deportivo Estrellas de Juventud | Azul     | 17 de marzo de 1959      |
| Club Social y Deportivo San José              | Azul     | 25 de mayo de 1969       |
| Club Social y Deportivo Sarmiento             | Tapalqué | 9 de julio de 1944       |
| Club Sportivo Piazza                          | Azul     | 1 de marzo de 1923       |
| Independiente Foot Ball Club                  | Chillar  | 11 de mayo de 1930       |
| Porteño Foot-Ball Club                        | Cacharí  | 6 de abril de 1921       |

### Clubes inactivos
Los siguientes clubes han jugado en la Liga de Fútbol de Azul, pero han sido desafiliados, han desaparecido o están jugando en otras ligas de la región.
| Equipo                                    | Ciudad  | Estado       | Notas |
| ----------------------------------------- | ------- | ------------ | --- |
| Ariel Azul Rugby Club                     | Azul    | Desafiliado  | |
| Asociación Mutual Centro Sureño Argentino | Azul    | Desafiliado  | |
| Club Argentinos Juniors                   | Azul    | Desaparecido | |
| Club Atlético Chillar                     | Chillar | Desafiliado  | |
| Club Atlético de Chillar                  | Chillar | Desafiliado  | |
| Club Atlético Estudiantes                 | Chillar | Desafiliado  | |
| Club Atlético Huracán                     | Azul    | Desafiliado  | |
| Club Azul Real Nueva Generación           | Azul    | Desafiliado  | |
| Club Catamarca                            | Azul    | Desafiliado  | |
| Club Centenario                           | Azul    | Desaparecido | |
| Club Central Azul                         | Azul    | Desaparecido | Club integral en la fundación de Azul Athletic y Alumni Azuleño. |
| Club Concentración Gráfica                | Azul    | Desaparecido | |
| Club Congregación Mariana                 | Azul    | Desaparecido | |
| Club Deportivo Arenales                   | Azul    | Desafiliado  | |
| Club Deportivo Azul                       | Azul    | Desafiliado  | Previamente conocido como Sportivo Azul. |
| Club Deportivo Corrientes                 | Azul    | Desafiliado  | |
| Club Diablos Rojos                        | Azul    | Desafiliado  | |
| Club Dublin                               | Azul    | Desaparecido | |
| Club El Ancla                             | Azul    | Desafiliado  | |
| Club El Ciclón                            | Azul    | Desafiliado  | |
| Club Estrellita                           | Azul    | Desafiliado  | |
| Club Guarnición Ejército Azul             | Azul    | Desafiliado  | |
| Club Hipódromo Azul                       | Azul    | Desafiliado  | |
| Club Independiente Azuleño                | Azul    | Desaparecido | |
| Club La Lisa                              | Azul    | Desafiliado  | |
| Club La Tosquera                          | Azul    | Desafiliado  | |
| Club Leandro N. Alem                      | Azul    | Desaparecido | |
| Club Monte Viggiano                       | Azul    | Desafiliado  | |
| Club Regimiento N°2 de Ingenieros         | Azul    | Desaparecido | |
| Club San Cayetano                         | Azul    | Desafiliado  | |
| Club San Francisco                        | Azul    | Desafiliado  | |
| Club San Lorenzo                          | Azul    | Desafiliado  | |
| Club San Martín                           | Azul    | Desafiliado  | Dedicado a otras disciplinas en la actualidad. |
| Club San Vicente                          | Azul    | Desafiliado  | |
| Club Sombras y Sonidos                    | Azul    | Desaparecido | |
| Club Sportivo Barraca                     | Azul    | Desafiliado  | |
| Club Unión Chillar                        | Chillar | Desafiliado  | Integrado con dirigentes chillarenses pertenecientes a varias entidades sin tener registro con ese nombre. La dirigencia luego formó un equipo con la mayoría de jugadores provenientes del fútbol profesional. |
| Club United                               | Azul    | Desaparecido | |
| Club Vecinal San Francisco de Asis        | Azul    | Desafiliado  | |
| Club Villa Suiza                          | Azul    | Desafiliado  | |
| Gimnasia y Esgrima Fútbol Club            | Azul    | Desaparecido | |
| La Vanguardia Fútbol Club                 | Azul    | Desaparecido | |
| Olimpia Fútbol Club                       | Azul    | Desaparecido | Fusionado por motivos reglamentarios con Azul Athletic. |

## Historial de campeones
Los siguientes son los campeones de todos los torneos oficiales disputados en la Liga:

### Torneos Oficiales

#### Por año
| Año  | Campeonato    | Ganador(es)              | Ciudad                   |
| ---- | ------------- | ------------------------ | ------------------------ |
| 1939 | Único         | Cemento Armado           | Azul                     |
| 1940 | Único         | Deportivo Azul           | Azul                     |
| 1941 | Único         | Sportivo Barracas        | Azul                     |
| 1942 | Único         | Sportivo Barracas        | Azul                     |
| 1943 | Único         | Cemento Armado           | Azul                     |
| 1944 | Único         | Boca Juniors             | Azul                     |
| 1945 | Único         | Alumni Azuleño           | Azul                     |
| 1946 | Único         | Azul Athletic            | Azul                     |
| 1947 | Único         | Azul Athletic            | Azul                     |
| 1948 | No se disputó | No se disputó            | No se disputó            |
| 1949 | Único         | Alumni Azuleño           | Azul                     |
| 1950 | Único         | Alumni Azuleño           | Azul                     |
| 1951 | Único         | Sportivo Piazza          | Azul                     |
| 1952 | Único         | Sportivo Piazza          | Azul                     |
| 1953 | Único         | Alumni Azuleño           | Azul                     |
| 1954 | Único         | Boca Juniors             | Azul                     |
| 1955 | Único         | Alumni Azuleño           | Azul                     |
| 1956 | Único         | Alumni Azuleño           | Azul                     |
| 1957 | Único         | Boca Juniors             | Azul                     |
| 1958 | Único         | Boca Juniors             | Azul                     |
| 1959 | Único         | Alumni Azuleño           | Azul                     |
| 1960 | Único         | Cemento Armado           | Azul                     |
| 1961 | Único         | Cemento Armado           | Azul                     |
| 1962 | Único         | Alumni Azuleño           | Azul                     |
| 1963 | Único         | Vélez Sarsfield          | Azul                     |
| 1964 | Único         | Unión Chillar            | Chillar                  |
| 1965 | Único         | Azul Athletic            | Azul                     |
| 1966 | Único         | Cemento Armado           | Azul                     |
| 1967 | Único         | Cemento Armado           | Azul                     |
| 1968 | Único         | Alumni Azuleño           | Azul                     |
| 1969 | Único         | Alumni Azuleño           | Azul                     |
| 1970 | Único         | Alumni Azuleño           | Azul                     |
| 1971 | Único         | Alumni Azuleño           | Azul                     |
| 1972 | Único         | Boca Juniors             | Azul                     |
| 1973 | Único         | Boca Juniors             | Azul                     |
| 1974 | Único         | Boca Juniors             | Azul                     |
| 1975 | Único         | Alumni Azuleño           | Azul                     |
| 1976 | Único         | Alumni Azuleño           | Azul                     |
| 1977 | Único         | Alumni Azuleño           | Azul                     |
| 1978 | Único         | Chacarita Juniors        | Azul                     |
| 1979 | Único         | Azul Athletic            | Azul                     |
| 1980 | Único         | Azul Athletic            | Azul                     |
| 1981 | Único         | Alumni Azuleño           | Azul                     |
| 1982 | Único         | Sarmiento                | Tapalque                 |
| 1983 | Único         | Azul Athletic            | Azul                     |
| 1984 | Único         | Azul Athletic            | Azul                     |
| 1985 | Único         | Sportivo Piazza          | Azul                     |
| 1986 | Único         | Sportivo Piazza          | Azul                     |
| 1987 | Único         | Alumni Azuleño           | Azul                     |
| 1988 | Único         | Alumni Azuleño           | Azul                     |
| 1989 | Único         | Azul Athletic            | Azul                     |
| 1990 | Único         | Sportivo Piazza          | Azul                     |
| 1991 | Único         | Alumni Azuleño           | Azul                     |
| 1992 | Único         | Azul Athletic            | Azul                     |
| 1993 | Único         | Azul Athletic            | Azul                     |
| 1994 | Único         | Alumni Azuleño           | Azul                     |
| 1995 | Único         | Alumni Azuleño           | Azul                     |
| 1996 | No se disputó | No se disputó            | No se disputó            |
| 1997 | Único         | Sportivo Piazza          | Azul                     |
| 1998 | Único         | Azul Athletic            | Azul                     |
| 1999 | Único         | Azul Athletic            | Azul                     |
| 2000 | Único         | Alumni Azuleño           | Azul                     |
| 2001 | Único         | River Plate Azuleño      | Azul                     |
| 2002 | Único         | Azul Athletic            | Azul                     |
| 2003 | Único         | Sportivo Piazza          | Azul                     |
| 2004 | Único         | Azul Athletic            | Azul                     |
| 2005 | Único         | Chacarita Juniors        | Azul                     |
| 2006 | Único         | Azul Athletic            | Azul                     |
| 2007 | Único         | Chacarita Juniors        | Azul                     |
| 2008 | Único         | Alumni Azuleño           | Azul                     |
| 2009 | Único         | Alumni Azuleño           | Azul                     |
| 2010 | Único         | Atlético tapalqué        | Tapalque                 |
| 2011 | Único         | Cemento Armado           | Azul                     |
| 2012 | Único         | Chacarita Juniors        | Azul                     |
| 2013 | Único         | Chacarita Juniors        | Azul                     |
| 2014 | Apertura      | Sarmiento                | Tapalque                 |
| 2014 | Clausura      | Chacarita Juniors        | Azul                     |
| 2015 | Apertura      | Alumni Azuleño           | Azul                     |
| 2015 | Clausura      | Sportivo Piazza          | Azul                     |
| 2016 | Apertura      | Boca Juniors             | Azul                     |
| 2016 | Clausura      | Sportivo Piazza          | Azul                     |
| 2017 | Apertura      | Sportivo Piazza          | Azul                     |
| 2017 | Clausura      | Sportivo Piazza          | Azul                     |
| 2018 | Apertura      | Alumni Azuleño           | Azul                     |
| 2018 | Clausura      | Alumni Azuleño           | Azul                     |
| 2019 | Apertura      | Sportivo Piazza          | Azul                     |
| 2019 | Clausura      | Alumni Azuleño           | Azul                     |
| 2020 | No se disputó | No se disputó            | No se disputó            |
| 2021 | Único         | River Plate Azuleño      | Azul                     |
| 2022 | Apertura      | Alumni Azuleño           | Azul                     |
| 2022 | Clausura      | Sportivo Piazza          | Azul                     |
| 2023 | U.R.D.        | Ver "Torneos Interligas" | Ver "Torneos Interligas" |
| 2023 | Único         | Alumni Azuleño           | Azul                     |
| 2024 | Apertura      | Alumni Azuleño           | Azul                     |
| 2024 | U.R.D.        | Boca Juniors             | Azul                     |
| 2024 | Clausura      | Alumni Azuleño           | Azul                     |
| 2025 | Apertura      | Sportivo Piazza          | Azul                     |

Alumni Azuleño se consagró campeón del Torneo Integración 2008.

#### Por Club vencedor
| Equipo                                                    | Ciudad                                                    | Total | Campeonatos |
| --------------------------------------------------------- | --------------------------------------------------------- | ----- | --- |
| Alumni Azuleño                                            | Azul                                                      | 33    | 1945, 1949, 1950, 1953, 1955, 1956, 1959, 1962, 1968, 1969, 1970, 1971, 1975, 1976, 1977, 1981, 1987, 1988, 1991, 1994, 1995, 2000, 2008, 2008 (Integración), 2009, 2015 (Apertura), 2018 (Apertura), 2018 (Clausura), 2019 (Clausura), 2022 (Apertura), 2023, 2024 (Apertura), 2024 (Clausura) |
| Azul Athletic Club                                        | Azul                                                      | 15    | 1946, 1947, 1965, 1979, 1980, 1983, 1984, 1989, 1992, 1993, 1998, 1999, 2002, 2004, 2006 |
| Sportivo Piazza                                           | Azul                                                      | 14    | 1951, 1952, 1985, 1986, 1990, 1997, 2003, 2015 (Clausura), 2016 (Clausura), 2017 (Apertura), 2017 (Clausura), 2019 (Apertura), 2022 (Clausura), 2025 (Apertura) |
| Boca Juniors                                              | Azul                                                      | 9     | 1944, 1954, 1957, 1958, 1972, 1973, 1974, 2016 (Apertura), 2024 (U.R.D.) |
| Cemento Armado                                            | Azul                                                      | 7     | 1939, 1943, 1960, 1961, 1966, 1967, 2011 |
| Chacarita Juniors                                         | Azul                                                      | 6     | 1978, 2005, 2007, 2012, 2013, 2014 (Clausura) |
| Sarmiento                                                 | Tapalqué                                                  | 3     | 1982, 2010, 2014 (Apertura) |
| River Plate Azuleño                                       | Azul                                                      | 2     | 2001, 2021 |
| Sportivo Barraca                                          | Azul                                                      | 2     | 1941, 1942 |
| Vélez Sársfield                                           | Azul                                                      | 1     | 1963 |
| Deportivo Azul                                            | Azul                                                      | 1     | 1940 |
| Atlético tapalqué                                         | Tapalque                                                  | 1     | 2010 |
| Campeonatos desiertos/sin resolución/años sin campeonatos | Campeonatos desiertos/sin resolución/años sin campeonatos | 3     | 1948, 1996, 2020 |

### Torneo Unión Deportiva Regional

#### Por año
| Edición | Ligas organizadoras                                                                                       | Campeón      | Ciudad    |
| ------- | --- | ------------ | --------- |
| 2023    | Liga de Fútbol de Azul, Liga Lapridense de Fútbol, Liga de Fútbol de Bolívar, Liga de Fútbol de Olavarría | Embajadores  | Olavarría |
| 2024    | Liga de Fútbol de Azul, Liga Lapridense de Fútbol, Liga de Fútbol de Bolívar, Liga de Fútbol de Olavarría | Boca Juniors | Azul      |

#### Por Club vencedor
| Equipo       | Ciudad    | Total | Campeonatos                           |
| ------------ | --------- | ----- | ------------------------------------- |
| Embajadores  | Olavarría | 1     | 2023 (Azul/Laprida/Bolívar/Olavarría) |
| Boca Juniors | Azul      | 1     | 2024 (Azul/Laprida/Bolívar/Olavarría) |